# Creencias populares albanesas
Las creencias populares albanesas evolucionaron a lo largo de los siglos en una cultura y una sociedad tribal relativamente aislada, y aunque se han producido todos estos cambios en el sistema de creencias albanés, un antiguo sustrato de creencias precristianas ha sobrevivido hasta hoy. Los cuentos, mitos y leyendas populares se han transmitido oralmente de generación en generación y siguen muy vivos en las regiones montañosas de Albania, Kosovo y el oeste de Macedonia del Norte, entre los arbëreshë en Italia y los arvanitas en Grecia.
En la mitología albanesa, los fenómenos físicos, los elementos y los objetos se atribuyen a seres sobrenaturales. Las deidades no suelen ser personas, sino personificaciones de la naturaleza, lo que se conoce como animismo. El culto más antiguo atestiguado por los albaneses es la adoración del Sol y la Luna. En las creencias populares albanesas, la tierra es objeto de un culto especial, y un papel importante lo desempeña el fuego, que se considera un elemento vivo, sagrado o divino, utilizado para los rituales, las ofrendas de sacrificio y la purificación. El culto al fuego se asocia con el culto al Sol, el culto al hogar y el culto a la fertilidad en la agricultura y la ganadería.  La besa es una práctica común en la cultura albanesa, que consiste en un juramento por el Sol, la Luna, el cielo, la tierra, el fuego, la piedra, la montaña, el agua y la serpiente, todos ellos considerados objetos sagrados. El culto al Sol y a la Luna aparece también en las leyendas y el arte popular albaneses.
Los mitos y leyendas albaneses se organizan en torno a la dicotomía del bien y el mal, cuya representación más famosa es la legendaria batalla entre drangue y kulshedra, un conflicto que simboliza el retorno cíclico en el mundo acuático y chthoniano de la muerte, cumpliendo la renovación cósmica del renacimiento. Los tejedores del destino, ora o fatí, controlan el orden del universo y hacen cumplir sus leyes.
Un motivo muy común en la narrativa popular albanesa es la metamorfosis: los hombres se transforman en ciervos, lobos, búhos; mientras que las mujeres se transforman en armiños, cucos, tortugas. Entre los principales corpus de la poesía folclórica albanesa están los Kângë Kreshnikësh ("Cantos de los héroes"), el ciclo tradicional no histórico de cantos épicos albaneses, basado en el culto al héroe legendario.

## Documentación

### Coleccionistas albaneses

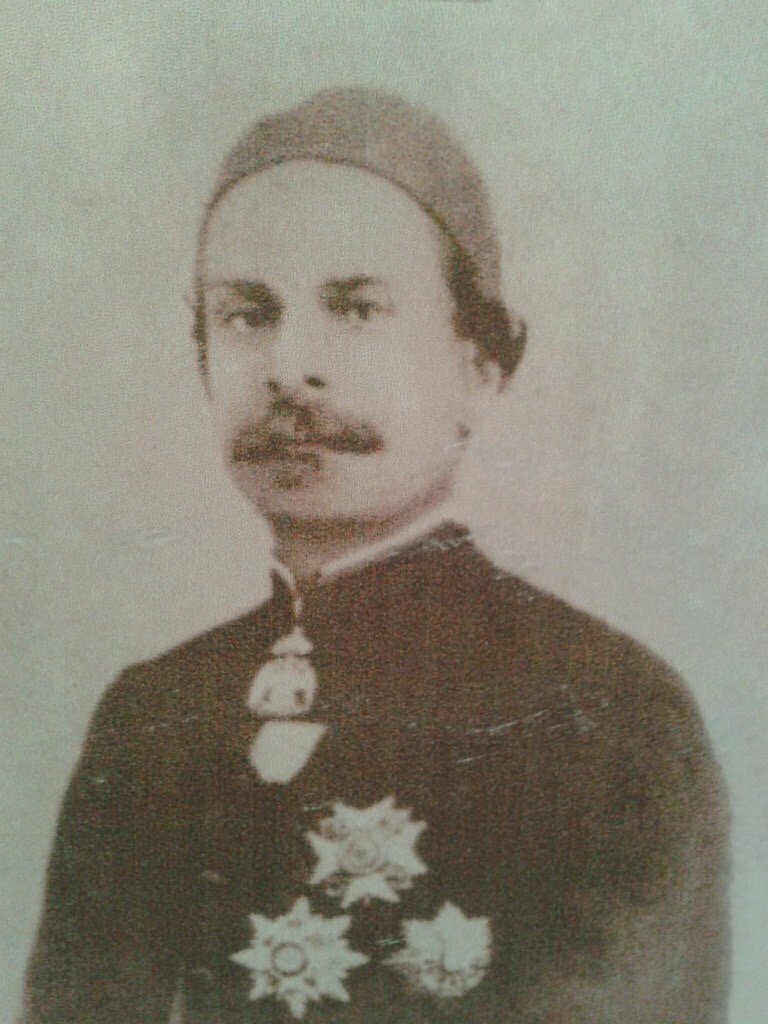
Escritor Arbëresh Girolamo de Rada. (1814–1903)

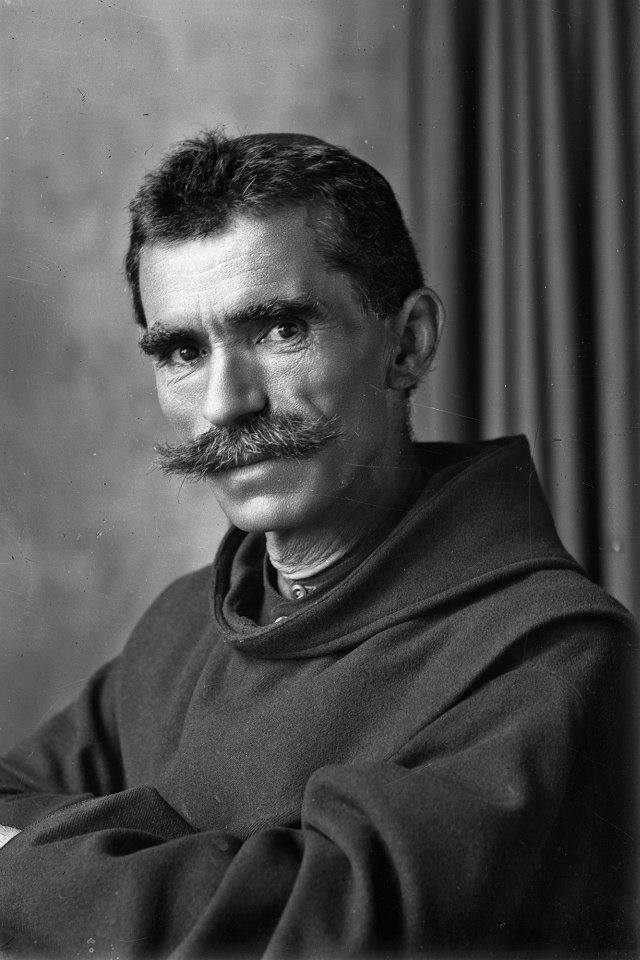
sacerdote franciscano albanoy becario Shtjefën Gjeçovi. (1874–1929)

Los mitos y leyendas albaneses ya están atestiguados en obras escritas en albanés desde el siglo XV, pero la recopilación sistemática de material folclórico albanés no comenzó hasta el siglo XIX.
Uno de los primeros coleccionistas de albanés de Italia fue el escritor arbëresh Girolamo De Rada, quien -ya imbuido de la pasión por su linaje albanés en la primera mitad del siglo XIX- comenzó a coleccionar material folclórico a una edad temprana. Otro importante editor de folclore arbëreshë fue el lingüista Demetrio Camarda, que incluyó en su Apéndice al Ensayo de gramática comparada (Appendice al Saggio di grammatologia comparata) de 1866 muestras de prosa y, en particular, de canciones folclóricas arbëreshë de Sicilia y Calabria, de Albania propiamente dicha y de los asentamientos albaneses en Grecia. De Rada y Camarda fueron los dos principales iniciadores del movimiento cultural nacionalista albanés en Italia. En Grecia, el escritor arvanita Anastas Kullurioti publicó material folclórico albanés en su Albanikon alfavêtarion / Avabatar arbëror (Libro de ortografía albanesa) de 1882.
El Despertar Nacional Albanés (Rilindja) dio lugar a colecciones de material folclórico en Albania en la segunda mitad del siglo XIX. Uno de los primeros coleccionistas de folclore albanés de Albania fue Zef Jubani. Desde 1848 sirvió de intérprete al cónsul francés en Shkodra, Louis Hyacinthe Hécquard, que estaba muy interesado en el folclore del norte de Albania y decidió preparar un libro sobre él. Viajaron por las montañas del norte de Albania y registraron materiales folclóricos que se publicaron traducidos al francés en la obra pionera de Hécquard Histoire et description de la Haute Albanie ou Guégarie (Historia y descripción de la Alta Albania o Gegaria) de 1858. La primera colección de folclore de Jubani -los textos originales en albanés de las canciones populares publicadas por Hécquard- se perdió en la inundación que devastó la ciudad de Shkodra el 13 de enero de 1866. En 1871, Jubani publicó su Raccolta di canti popolari e rapsodie di poemi albanesi (Colección de Canciones Populares y Rapsodias albanesas), la primera colección de canciones populares de Gheg y la primera obra folclórica publicada por un albanés que vivía en Albania.
Otro importante coleccionista de folclore albanés fue Thimi Mitko, un destacado representante de la comunidad albanesa en Egipto. Comenzó a interesarse en 1859 y empezó a registrar material folclórico albanés a partir del año 1866, aportando también canciones populares, adivinanzas y cuentos para la colección de Demetrio Camarda. La propia colección de Mitko -que incluía 505 canciones populares y 39 cuentos y refranes populares, principalmente del sur de Albania- se terminó en 1874 y se publicó en la revista greco-albanesa de 1878 Alvaniki melissa / Belietta Sskiypetare (La abeja albanesa). Esta recopilación constituyó un hito de la literatura popular albanesa al ser la primera colección de material albanés de calidad académica. De hecho, Mitko recopiló y clasificó el material según los géneros, incluyendo secciones de cuentos de hadas, fábulas, anécdotas, canciones infantiles, canciones de festividades estacionales, canciones de amor, canciones de boda, canciones funerarias, canciones épicas e históricas. Compiló su colección con Spiro Risto Dine, que emigró a Egipto en 1866. El propio Dino publicó Valët e Detit (Las olas del mar), que, en el momento de su publicación en 1908, era el libro impreso más largo en lengua albanesa. La segunda parte de la colección de Dine estaba dedicada a la literatura popular, que incluía canciones de amor, canciones de boda, canciones funerarias, versos satíricos, versos religiosos y didácticos, cuentos populares, aforismos, rimas, creencias populares y mitología.
El primer folclorista albanés que recogió la tradición oral de forma más sistemática con fines académicos fue el sacerdote franciscano y erudito Shtjefën Gjeçovi. Otros dos sacerdotes franciscanos, Bernardin Palaj y Donat Kurti, junto con Gjeçovi, recopilaron canciones populares en sus viajes por las montañas del norte de Albania y escribieron artículos sobre el folclore y las costumbres tribales de los albaneses de Gheg. Palaj y Kurti publicaron en 1937 -en el 25.º aniversario de la independencia de Albania- la colección más importante de versos épicos albaneses, Kângë kreshnikësh dhe legenda (Canciones de los guerreros de la frontera y leyendas), en la serie llamada Visaret e Kombit (Los Tesoros de la Nación).
A partir de la segunda mitad del siglo XX, la Academia de Estudios Albanológicos de Tirana y el Instituto Albanológico de Prishtina han realizado numerosas investigaciones. Los estudiosos albaneses han publicado numerosas recopilaciones de la tradición oral albanesa, pero sólo una pequeña parte de este material se ha traducido a otras lenguas. El albanólogo Robert Elsie ha realizado una importante contribución en este sentido.

### Coleccionistas extranjeros

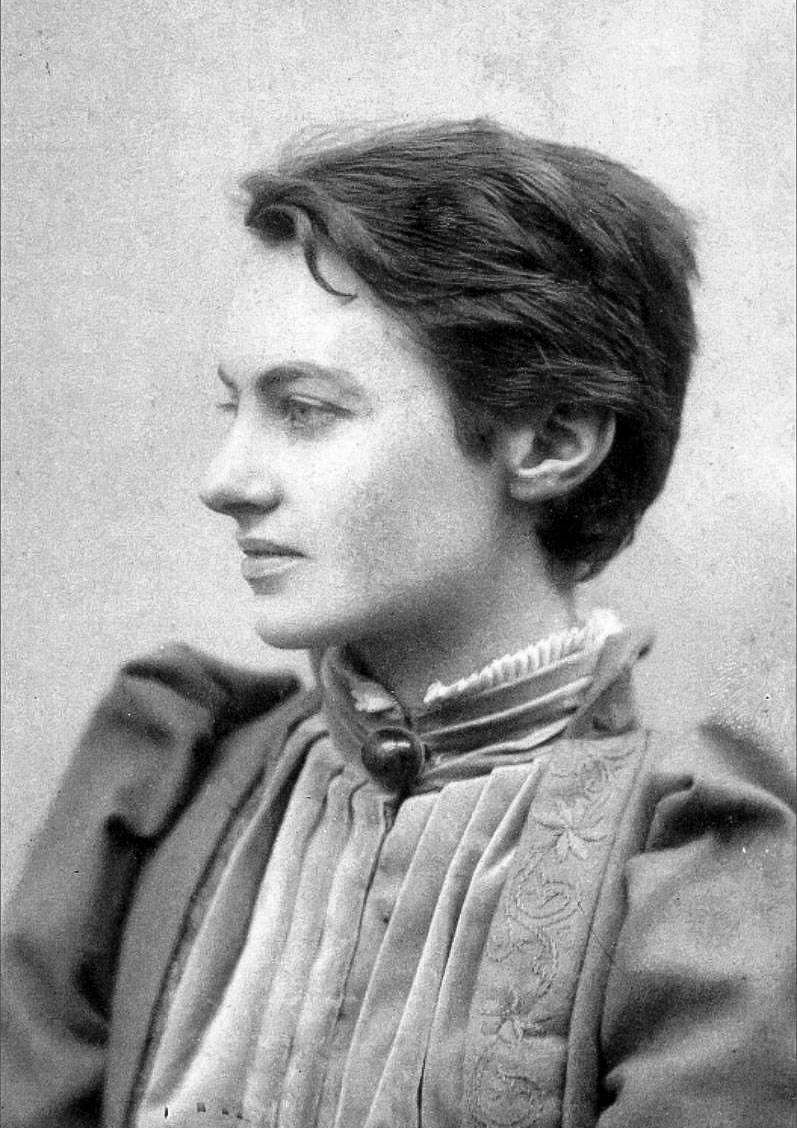
Escritora y antropóloga británica Edith Durham. (1863–1944)

Los eruditos extranjeros proporcionaron a Europa por primera vez el folclore albanés en la segunda mitad del siglo XIX, y con ello dieron inicio al estudio académico de la tradición oral albanesa. El cónsul austriaco en Janina, Johann Georg von Hahn, que viajó por Albania y los Balcanes a mediados del siglo XIX, grabó canciones y cuentos populares albaneses y en 1854 publicó Albanesische Studien (Estudios albaneses). El médico alemán Karl H. Reinhold recopiló material folclórico albanés de los marineros albaneses mientras servía como médico en la marina griega y en 1855 publicó Noctes Pelasgicae (Noches Pelásgicas). El folclorista Giuseppe Pitrè publicó en 1875 una selección de cuentos populares albaneses de Sicilia en Fiabe, novelle e racconti popolari siciliani (Fábulas, cuentos y relatos populares sicilianos).
La generación próxima de becarios quién se interesó en recoger albanés folk el material era principalmente filólogos, entre ellos el Indo-los lingüistas europeos se preocuparon sobre el estudio del entonces poca lengua albanesa sabida. El cónsul francés en Janina y Thessalonika, Auguste Dozon, publicado albanés folk cuentos y canciones inicialmente en el 1879 La siguiente generación de eruditos que se interesó por la recopilación de material folclórico albanés fueron principalmente filólogos, entre ellos los lingüistas indoeuropeos preocupados por el estudio de la entonces poco conocida lengua albanesa. El cónsul francés en Janina y Tesalónica, Auguste Dozon, publicó inicialmente cuentos y canciones populares albanesas en el Manuel de la langue chkipe ou albanaise (Manual de la lengua chkip o albanesa) de 1879 y en los Contes albanais, recueillis et traduits (Cuentos albaneses, recopilados y traducidos) de 1881. El lingüista checo y profesor de lenguas y literatura románicas, Jan Urban Jarnik, publicó en 1883 material folclórico albanés de la región de Shkodra en Zur albanischen Sprachenkunde (Sobre la lingüística albanesa) y Příspěvky ku poznání nářečí albánských uveřejňuje (Contribuciones al Conocimiento de los Dialectos Albaneses). El lingüista y profesor alemán de la Universidad de Graz, Gustav Meyer, publicó en 1884 catorce cuentos albaneses en Albanische Märchen (Cuentos albaneses), y una selección de cuentos de Tosk en la gramática albanesa de 1888. Su material folclórico se volvió a publicar en sus Albanesische Studien (Estudios albaneses). El indoeuropeísta danés y profesor de la Universidad de Copenhague, Holger Pedersen, visitó Albania en 1893 para aprender la lengua y reunir material lingüístico. Registró treinta y cinco cuentos populares albaneses de Albania y Corfú y los publicó en 1895 en Albanesische Texte mit Glossar (Textos albaneses con glosario). Otros estudiosos indoeuropeos que recogieron material folclórico albanés fueron los lingüistas alemanes Gustav Weigand y August Leskien.
En la primera mitad del siglo XX, la antropóloga británica Edith Durham visitó el norte de Albania y recogió material folclórico sobre la sociedad tribal albanesa. En 1909 publicó su notable obra High Albania, considerada como uno de los mejores libros en inglés sobre Albania jamás escritos. A partir de 1923, la erudita y antropóloga escocesa Margaret Hasluck recogió material folclórico albanés cuando vivió en Albania. Publicó dieciséis cuentos folclóricos albaneses traducidos al inglés en su obra Këndime Englisht-Shqip o Albanian-English Reader de 1931.

## Origen
Los elementos de la mitología albanesa son de origen paleobalcánico y casi todos son paganos. Se considera que la antigua religión iliria es una de las fuentes a partir de las cuales evolucionaron la leyenda y el folclore albaneses, lo que refleja una serie de paralelismos con las mitologías griega y romana antiguas. La leyenda albanesa también muestra similitudes con las tradiciones indoeuropeas vecinas, como las epopeyas orales de los eslavos del sur y los cuentos populares de los griegos.
La mitología albanesa heredó el género épico narrativo indoeuropeo sobre los guerreros del pasado, una tradición compartida con la Grecia primitiva, la India clásica, la Inglaterra medieval temprana, la Alemania medieval y los eslavos del sur. Las creencias populares albanesas también conservaron la típica tradición indoeuropea de las deidades situadas en las montañas más altas e inaccesibles (el monte Tomor), las deidades del cielo, del rayo, del tiempo y del fuego (Zojz, Perëndi, Shurdh, Verbt, En, Vatër, Nëna e Vatrës), la leyenda de la "Hija del Sol y de la Luna" (Bija e Hanës e Diellit), los mitos de la "matanza de serpientes" y del "fuego en el agua" (Drangue y Kulshedra), las diosas de las Parcas y del Destino (Zana, Ora, Fatí, Mira) y la guardiana de las puertas del Inframundo (el perro de tres cabezas que nunca duerme).

## Historia
El folclore albanés se remonta a la mitología paleo-balcánica, incluyendo un sustrato de religión iliria. Se encuentran varios paralelismos con las mitologías griega y romana antiguas. Los albaneses se cristianizaron bajo la influencia del catolicismo romano probablemente en los siglos IV y V. En épocas posteriores, tras la escisión de Gheg-Tosk, se convirtieron en católicos en el norte y ortodoxos en el sur.
En un texto compilado hacia principios del siglo XI en lengua búlgara, se menciona a los albaneses con su antiguo etnónimo Arbanasi como medio creyentes. El Islam se introdujo en Albania en el siglo XV, tras la conquista otomana de la zona. En la época otomana, a menudo para escapar de los elevados impuestos que se cobraban a los súbditos cristianos, la mayoría de los albaneses se hicieron musulmanes. Sin embargo, una parte conservó las creencias cristianas y precristianas. El poeta británico Lord Byron (1788-1824) describió las creencias religiosas albanesas de la siguiente manera: "Los griegos apenas los consideran cristianos, ni los turcos musulmanes; y de hecho son una mezcla de ambos, y a veces de ninguno".
Entre los siglos XVI y XVIII, llegó también a Albania la orden sufí Bektashi, que se extendió ampliamente entre los albaneses, en parte porque se permitió ser un vehículo de expresión de creencias y rituales criptocristianos y paganos. El bektashismo es una orden derviche panteísta musulmana (tariqat) que se cree que se originó en el siglo XIII en una región fronteriza de Anatolia, donde coexistían el cristianismo, el islam y el paganismo, lo que permitió la incorporación de creencias paganas y no musulmanas comparables al islam popular. Facilitó el proceso de conversión a los nuevos musulmanes y se convirtió en la orden oficial de los jenízaros. Tras la prohibición de todas las órdenes sufíes en Turquía en 1925, la Orden Bektashi estableció su sede en Tirana. Desde su fundación en 1912, Albania ha sido un Estado laico, pasando a ser ateo durante el régimen comunista, y volviendo a ser laico tras la caída del régimen.
El folclore albanés evolucionó a lo largo de los siglos en una cultura y una sociedad tribal relativamente aislada, y aunque se han producido todos estos cambios en el sistema de creencias albanés, un antiguo sustrato de creencias precristianas ha sobrevivido hasta hoy. Los cuentos, mitos y leyendas populares se han transmitido oralmente de generación en generación y siguen muy vivos en las regiones montañosas de Albania, Kosovo y el oeste de Macedonia del Norte, entre los arbëreshë de Italia y los arvanitas de Grecia.

### Conceptos
|  | - Kanun - Besa/Beja (oath swearing) - me diell (by sun), me dhè (by earth), me fushë (by field), me gur/gur-rrufeje (by stone/thunder-stone), me hënë (by moon), me mal (by mountain), me qiell (by sky), me ujë (by water), me toks (by snake) - Numbers - Good and Evil - Fate | - Fryma, Hija, Shpirti (the Soul) - Rebirth - Animism - Totemism - Ancestor worship - Syri i Keq (the Evil Eye) - Yshtje - Ditët e Plakës (Old Woman's Days, a belief about the last cold days of winter) |